# Bat-Otschiryn Ser-Od

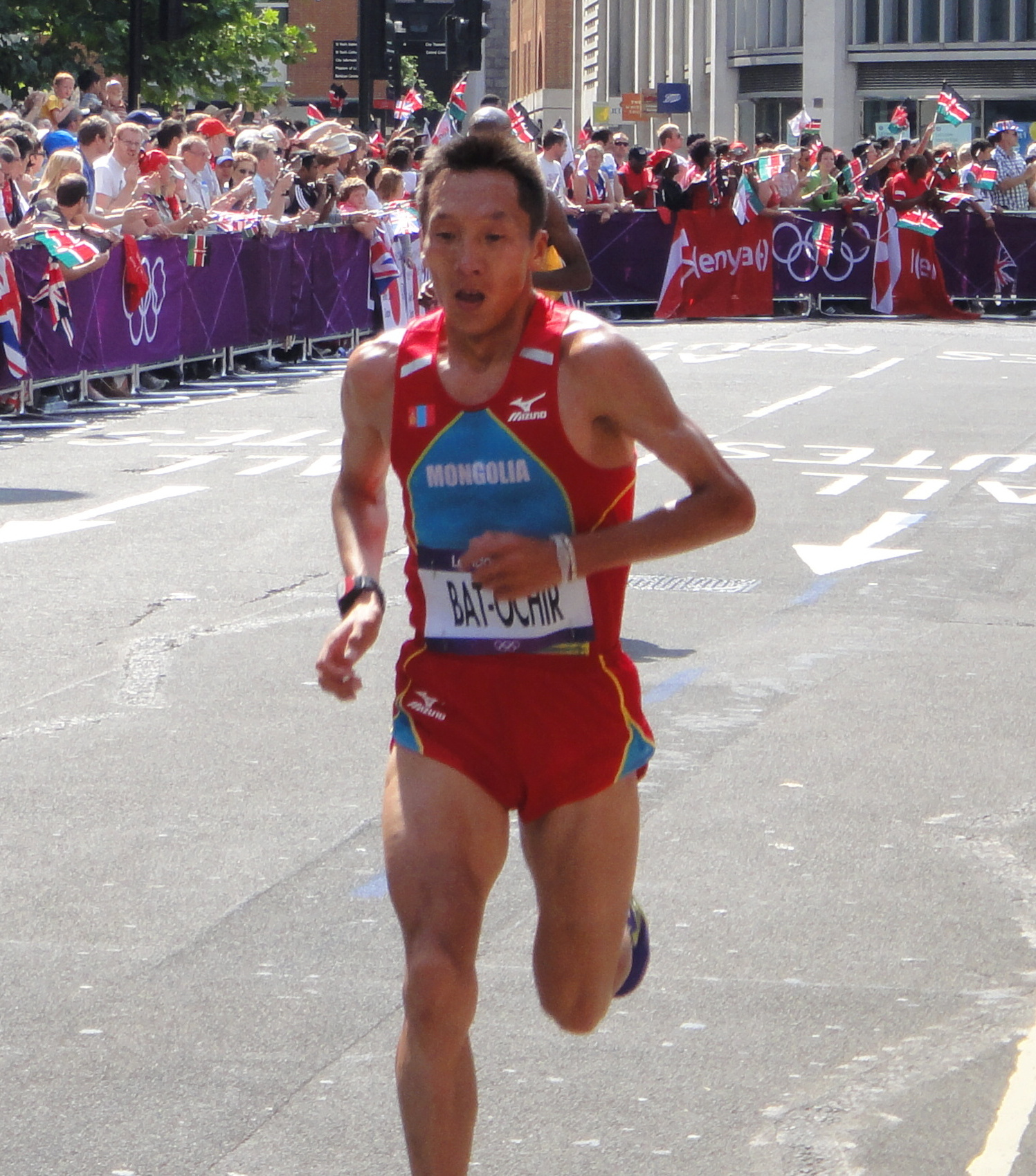
Bat-Otschiryn Ser-Od beim Marathon der Olympischen Spiele 2012

Bat-Otschiryn Ser-Od (mongolisch Бат-Очирын Сэр-Од; englisch Bat-Ochiryn Ser-Od; * 7. Oktober 1981 in Altai) ist ein mongolischer Langstreckenläufer, der sich auf den Marathon spezialisiert hat.

## Leben
Bei den Halbmarathon-Weltmeisterschaften kam er 2002 in Brüssel auf den 96. und 2005 in Edmonton auf den 56. Platz.
Bei den Leichtathletik-Weltmeisterschaften 2003 in Paris/Saint-Denis belegte Bat-Otschiryn den 63., bei den Olympischen Spielen 2004 in Athen den 75., bei den Weltmeisterschaften 2005 in Helsinki den 61. und bei den Weltmeisterschaften 2007 in Osaka den 55. Platz.
Beim Peking-Marathon 2007 kam er auf den 14. Platz und stellte mit 2:16:22 h einen nationalen Rekord auf, den er im darauffolgenden Jahr als Sieger des Good Luck Beijing Marathon, der als Testlauf für die Olympischen Spiele in Peking ausgetragen wurde, auf 2:14:15 h verbesserte. Beim eigentlichen olympischen Marathon kam er auf den 52. Platz. Im selben Jahr wurde er als Gesamtfünfter des Hong Kong Marathons Vizeasienmeister.
Bei den Weltmeisterschaften 2009 in Berlin belegte er den 29. Rang in 2:17:22 h und befand sich damit in der vorderen Hälfte des Feldes. 2010 wurde er Dritter in Hongkong, Sechster beim Zheng-Kai-Marathon und gewann den Brighton-Marathon. Im Herbst wurde er Zehnter beim Berlin-Marathon und siegte beim Hofu-Marathon.
2011 wurde er Neunter beim London-Marathon, belegte bei den Weltmeisterschaften in Daegu den 20. Platz und wurde Sechster beim Peking-Marathon. Im Jahr darauf wurde er Zweiter beim Beppu-Ōita-Marathon und Vierter in Brighton. Bei den Olympischen Spielen in London belegte er beim Marathon den 51. Platz.
Beim Marathon der Olympischen Spiele 2020, der abweichend in Sapporo stattfand, kam er nicht ins Ziel.

## Persönliche Bestzeiten
Alle Zeiten sind mongolische Rekorde
- 5000 m: 14:16,48 min, 26. September 2020, Toyota
- 10.000 m: 29:17,72 min, 9. Oktober 2020, Tajimi
- Halbmarathon: 1:02:10 h, 7. Februar 2016, Marugame
- Marathon: 2:08:50 h, 7. Dezember 2014, Fukuoka